# فيفيان هاريس
فيفيان هاريس (بالإنجليزية: Vivian Harris)‏ مواليد 17 يونيو 1978 في جورج تاون، هو ملاكم غياني يصنف ضمن فئة وزن الوسط.

## إحصائيات
خاض خلال مسيرته 46 نزالا، فاز في 32 وتعادل في 2 وخسر في 11. فاز بالضربة القاضية في 19 نزالا.

## روابط خارجية
- فيفيان هاريس على موقع بوكس ريك (الإنجليزية) (registration required)